# My Double and How He Undid Me
My Double and How He Undid Me è un cortometraggio muto del 1912 diretto da Ashley Miller.

## Produzione
Il film fu prodotto dalla Edison Company.

## Distribuzione
Distribuito dalla General Film Company, il film - un cortometraggio in una bobina - uscì nelle sale cinematografiche statunitensi il 28 febbraio 1912.